# Bălțești
Bălțești es una comuna ubicada en el distrito de Prahova, Rumania.

## Superficie
Posee una superficie de 36,66 kilómetros cuadrados.

## Demografía
Hasta 2021 la población era de 3350 habitantes, con una densidad de población de 91,38 habitantes por kilómetro cuadrado.